# Koillissanomat
Koillissanomat är en finländsk dagstidning som utkommer i Kuusamo.
Tidningen, som grundades 1950, är en femdagarstidning, vars upplaga 2009 uppgick till omkring 7 358 exemplar.